# Antero Jyränki

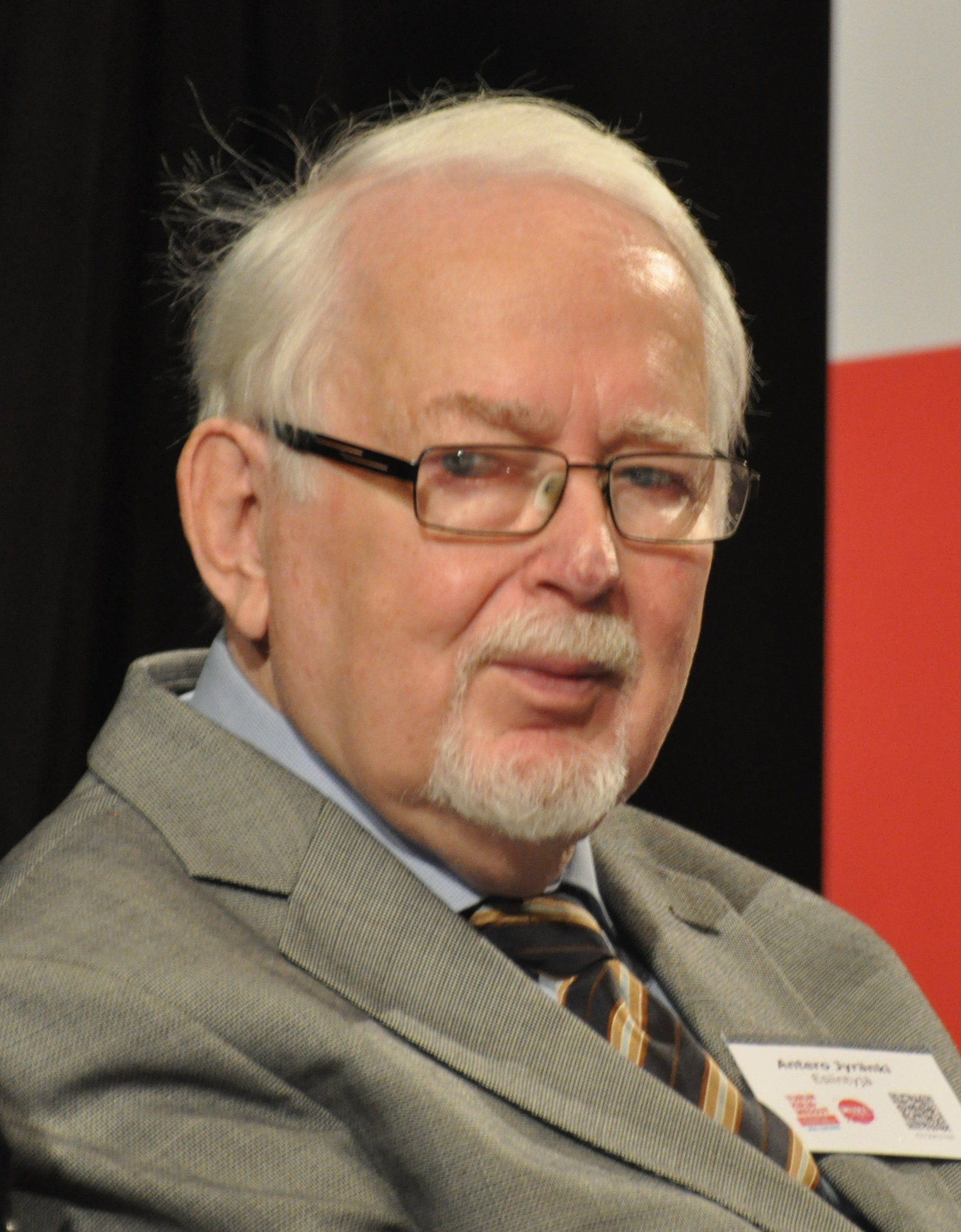
Jyränki på Åbo bokmässa, 2016.

Veli Orko Antero Jyränki, född 9 augusti 1933 i Fredrikshamn, död 29 april 2020 i Helsingfors, var en finländsk jurist.
Jyränki blev juris doktor 1967. Han var tillförordnad biträdande professor i offentlig rätt vid Tammerfors universitet 1966–1968, tillförordnad professor 1968–1970, chef för republikens presidents kansli 1970–1973, äldre forskare vid statens samhällsvetenskapliga kommission 1974–1977 och biträdande professor i offentlig rätt vid Tammerfors universitet 1977–1980 samt professor i statsförfattningsrätt jämte internationell rätt vid Åbo universitet 1980–1998; forskarprofessor 1983–1987. Han nödgades avgå från posten som presidentens kanslichef på grund av sitt agerande i den så kallade Zavidovoaffären.
Jyränki har behandlat presidentens ställning i Finland i de rättsdogmatiska undersökningarna Sotavoiman ylin päällikkyys (1967) och Presidentti (1978) samt granskat utvecklingen av de ekonomiska rättigheternas grundlagsskydd i verket Perustuslaki ja yhteiskunnan muutos (1973). Konstitutionen i europeiskt och nordamerikanskt rättstänkande var ämne för det digra arbetet Lakien laki (1989), medan den finländska grundlagsreformen dryftades i Perustuslakiuudistus (1974) och Uusi perustuslakimme (2000). I boken Kolme vuotta linnassa (1990) skildrade Jyränki tiden som presidentens kanslichef.
År 1987 utnämndes han till ledamot av Finska Vetenskapsakademien.

## Utmärkelser
- Tredje graden av Socialistiska republiken Rumäniens stjärna,  1971[3]
- Storkorset av isländska falkorden,  1972[3]
- Storofficer i guld av Österrikiska republikens förtjänstorden,  1972[3]
- Kommendörstecknet av Finlands Lejons orden,  1995[3]

[Redigera Wikidata]